# Malimba Masheke
Malimba Masheke (ur. 1941) – zambijski polityk, dowódca armii i minister obrony w latach 1985–88, premier Zambii od 15 marca 1989 do 31 sierpnia 1991. Jeden z czołowych przedstawicieli Zjednoczonej Narodowej Partii Niepodległości (UNIP).